# OpeniBoot
OpeniBoot es una implementación de código abierto de iBoot para dispositivos Apple, (iPhone y iPod Touch). Por medio de cual permite el arranque de código sin firmar, tales como los núcleos de Linux en el dispositivo. OpeniBoot es fundamental para el arranque y el uso de Linux en el iPhone.

## Dispositvos soportados
iPhone - (iPhone1,1)
iPhone 3G - (iPhone1,2)
iPod Touch - 1.ª Generación (iPod1,1)